# 소요에 맡기다
소요에 맡기다(任逍遙, Unknown Pleasures)는 중국에서 제작된 지아 장 커 감독의 2002년 영화이다. 왕홍웨이 등이 주연으로 출연하였고 이치야마 쇼조 등이 제작에 참여하였다.

## 출연

### 주연
- 왕홍웨이
- 자오 타오